# Nannocharax niloticus
Nannocharax niloticus är en fiskart som först beskrevs av Joannis, 1835.  Nannocharax niloticus ingår i släktet Nannocharax och familjen Distichodontidae. IUCN kategoriserar arten globalt som livskraftig. Inga underarter finns listade i Catalogue of Life.